# Frisco (nave cisterna)
Il Frisco (già W. S. Porter) è stato un piroscafo cisterna italiano (ed in precedenza statunitense), violatore di blocco durante la seconda guerra mondiale.

## Storia
Costruita nel 1906 nei cantieri di Newport News (con numero di scafo 44), negli Stati Uniti, per la Saginaw Oil Company, la nave era in origine un piroscafo cisterna da 4901 (successivamente ridotte a 4610) tonnellate di stazza lorda, e portava il nome di W. S. Porter. Nel 1925 la nave venne acquistata dalla Società anonima di Navigazione Petroleum (di proprietà degli armatori Chiarella), avente sede a Genova, che la iscrisse con matricola 1321 al Compartimento marittimo di Genova e la ribattezzò Frisco.
Alla data dell'entrata dell'Italia nel secondo conflitto mondiale, il 10 giugno 1940, la Frisco, al comando del capitano di lungo corso Paolo Fraviga, si rifugiò a Fortaleza, in Brasile, dove stazionò inattiva per circa nove mesi.
Nel frattempo lo Stato Maggiore della Regia Marina aveva proposto ed ottenuto di mettere a punto un piano per far forzare il blocco alleato da parte dei mercantili rifugiati nelle nazioni neutrali più benevole nei confronti dell'Italia (Spagna, Brasile e Giappone) e farli giungere a Bordeaux, base atlantica italiana (Betasom) nella Francia occupata: le navi sarebbero passate sotto il controllo delle forze tedesche, mentre i carichi (ancora a bordo da quando, dopo la dichiarazione di guerra, si erano rifugiate nei porti neutrali) sarebbero stati trasferiti in Italia via terra. Dopo la trasmissione delle istruzioni da seguire per la partenza ed il viaggio, era stata organizzata la partenza dei vari mercantili, iniziando dalla Spagna continentale, dalla quale, tra il febbraio ed il giugno 1941, si trasferirono a Bordeaux i mercantili Clizia, Capo Lena ed Eugenio C.. Era poi stato organizzato il trasferimento delle navi che si trovavano nelle Canarie: tra aprile e giugno si erano trasferiti in Francia i mercantili Capo Alga, Burano, Todaro, Ida ed Atlanta, mentre erano andate perdute le navi cisterna Recco, Sangro e Gianna M. ed il piroscafo Ernani. Toccò quindi alle navi bloccate in Brasile (al largo delle cui coste stazionavano numerose navi da guerra britanniche): in quelle acque stazionavano il transatlantico Conte Grande, due navi cisterna e 15 navi da carico. Per mezzo dell'addetto navale in Brasile, capitano di fregata Torriani, e del suo vice, tenente di vascello Di Vicino, Supermarina contattò i comandanti delle varie navi e scelse quelle adatte ad affrontare una traversata oceanica che le portasse nella Francia occupata: allo scopo vennero selezionati cinque piroscafi, la motonave Himalaya, giunta dall'Eritrea, e due navi cisterna, mentre le restanti undici navi, giudicate in condizioni non idonee ad una lunga navigazione, vennero lasciate in Brasile. 
Per prime, la sera del 28 marzo 1941, furono fatte partire le due navi cisterna, la Frisco e la Franco Martelli, rispettivamente da Fortaleza e Recife. La Frisco, in particolare, salpò da Fortaleza nella tarda serata del 28 marzo, con a bordo 5800 tonnellate di nafta, carico di particolare importanza. La nave lasciò il molo a luci spente, facendo affidamento anche sull'oscurità notturna, mentre le operazioni di partenza, dietro ordine del comandante Fraviga, erano svolte nella maniera più silenziosa possibile, per non dare nell'occhio. Una volta giunta in mare aperto la pirocisterna, come ordinato al comandante Fraviga dalle disposizioni portategli dall'addetto navale Torriani, effettuò un'ampia manovra di diversione per far perdere le proprie tracce, eludere la sorveglianza avversaria e creare confusione circa la propria reale rotta, poi procedette in direzione nord, tenendosi intorno alla longitudine di 29° O. La navigazione trascorse senza nessun problema od avvistamento, ed il 27 aprile 1941 la Frisco – primo violatore di blocco italiano a raggiungere la Francia da Brasile – raggiunse il porto di Saint Nazaire. In seguito la Frisco si trasferì a Bordeaux, dove venne visitata dal capitano di vascello Romolo Polacchini, comandante della base atlantica di Betasom.
Il 10 settembre 1943, in seguito alla proclamazione dell'armistizio, la Frisco venne catturata a Bordeaux dalle truppe tedesche. La nave venne poi affondata dagli stessi tedeschi a Bordeaux il 4 agosto 1944, per ostruire il porto (altre fonti spostano la data dell'autoaffondamento al 26 agosto). Il relitto fu poi recuperato dai francesi.